# Nederlandse kampioenschappen schaatsen afstanden 2013 - 5000 meter vrouwen
De 5000 meter vrouwen op de Nederlandse kampioenschappen schaatsen afstanden 2013 werd gehouden op zondag 11 november 2012 in ijsstadion Thialf te Heerenveen. Er namen veertien vrouwen deel.
Titelhoudster was Pien Keulstra die vanwege gezondheidsproblemen haar titel niet verdedigde. Er waren vijf startplaatsen te verdienen voor de wereldbeker schaatsen 2012/2013 voor de eerste 5 kilometer in Astana. Marije Joling won de gouden medaille.

## Statistieken

### Uitslag
| #      | Schaatser              | Ploeg                     | tijd    |
| ------ | ---------------------- | ------------------------- | ------- |
| Goud   | Marije Joling          | Team Corendon             | 7.06,03 |
| Zilver | Diane Valkenburg       | Danone Activia            | 7.08,48 |
| Brons  | Rixt Meijer            | Team Palet Schilderwerken | 7.09,92 |
| 4      | Annouk van der Weijden | Team Corendon             | 7.12,15 |
| 5      | Carlijn Achtereekte    | Team Corendon             | 7.13,55 |
| 6      | Linda de Vries         | TVM                       | 7.13,73 |
| 7      | Mireille Reitsma       | MKBasics.nl               | 7.15,38 |
| 8      | Antoinette de Jong     | Jong Oranje               | 7.17,63 |
| 9      | Yvonne Nauta           | Team Liga                 | 7.18,60 |
| 10     | Lisa van der Geest     | Team BOHH.nl              | 7.19,37 |
| 11     | Mariska Huisman        | Project 2018              | 7.21,31 |
| 12     | Jorien Voorhuis        | Team Corendon             | 7.21,42 |
| 13     | Janneke Ensing         | Team Liga                 | 7.21,46 |
| 14     | Elma de Vries          | MKBasics.nl               | 7.36,04 |

### Loting
| Rit | Binnenbaan         | Buitenbaan             |
| --- | ------------------ | ---------------------- |
| 1   | Mariska Huisman    | Antoinette de Jong     |
| 2   | Mireille Reitsma   | Rixt Meijer            |
| 3   | Lisa van der Geest | Elma de Vries          |
| 4   | Yvonne Nauta       | Carlijn Achtereekte    |
| 5   | Diane Valkenburg   | Janneke Ensing         |
| 6   | Linda de Vries     | Marije Joling          |
| 7   | Jorien Voorhuis    | Annouk van der Weijden |

1987 · 
1988 · 
1989 · 
1990 · 
1991 · 
1992 · 
1993 · 
1994 · 
1995 · 
1996 · 
1997 · 
1998 · 
1999 · 
2000 · 
2001 · 
2002 · 
2003 · 
2004 · 
2005 · 
2006 · 
2007 · 
2008 · 
2009 · 
2010 · 
2011 · 
2012 · 
2013 · 
2014 · 
2015 · 
2016 · 
2017 · 
2018 · 
2019 · 
2020 · 
2021 · 
2022 · 
2023 · 
2024 · 
2025